# ヒロ寺平
ヒロ寺平（ひろ てらだいら、1951年〈昭和26年〉11月27日 - ）は、日本の元ラジオDJ。大阪府大阪市中央区（旧：南区）出身。本名は寺平 博次（てらだいら ひろつぐ）。自身の個人事務所であるPUMPKINに所属し、2019年9月までFM802と専属契約を結んでいた。通称、「ヒロさん」「Hiro-T（ひろ・てぃー）」。

## 来歴
大阪府立高津高等学校を経て、1973年の関西学院大学商学部卒業後にカナダへ留学。カナダからの帰国後、楽器を主とした音楽関連機材を取り扱う会社を設立すると共に、関西地区のライブハウスで音楽家、MCとしてステージに立つ。留学経験を活かしてビッグステップ（大阪・心斎橋）内に英会話スクール「PUMPKIN（所属事務所と同名）」を開いていた（1984年 - 1999年）。
1985年にラジオ関西の『Seiden Sound Jockey』（星電社一社提供番組）でDJとしてデビュー。一方で毎日放送では、毎年秋口の深夜に関西ローカルで放送されていた関西学生アメフトリーグのダイジェスト番組で司会も務めた。
1989年6月1日に開局したFM802では、開局第一声を担当した。また、毎週金曜日の13時間の生放送『FRIDAY AMUSIC ISLANDS』をレギュラーで担当。FM802の看板DJとして人気を博す。
11年間もの間、毎週金曜日に13時間生放送という番組を担当した他、1月1日が金曜日のときは、午前3時から16時間生放送という長時間放送を担当したこともある。また2008年の大晦日には、『FM802 STILL20 KICK OFF SPECIAL NEW YEAR CELEBRATION』（2008年12月31日21時-2009年1月1日3時、DJ:ヒロ寺平・尾上さとこ）→『Still 20 Still RockN' Roll』（2009年1月1日3時-6時、DJ:ヒロ寺平・鈴木理恵・飯室大吾・鬼頭由芽・タケモトコウジ、以上はいずれも生放送の特別番組）→『HIRO T'S MORNING JAM』へ立て続けに出演。「生放送番組への14時間連続出演」という記録を樹立した。
2013年3月28日で14年半続いた『HIRO T'S MORNING JAM』を降板。同年4月1日より、FM802との専属契約を継続したまま、同局が運営するFM COCOLOが開始した番組『HIRO T'S AMUSIC MORNING』のDJとなる。
2019年6月3日放送の『HIRO T'S AMUSIC MORNING』で、同年9月30日限りでラジオDJから引退することを発表、ラジオDJとしての活動に終止符を打った。但し、DJからの引退後も、テレビ・ラジオ番組への単発出演、YouTube動画制作など、メディアでの活動自体は続けている。
なお、DJを引退する直前の2019年9月21日には、プロ野球阪神タイガース対広島東洋カープ戦（阪神甲子園球場）で始球式を務めた。阪神ファンだったことや、テレビ中継の担当局が当時不定期で『ちちんぷいぷい』などに出演していた毎日放送だったことによる。

### 人物
大阪在住であり、普段から大阪市内を移動する際は、主に自転車を利用している。
幼少期に、壽屋（現在のサントリー）から販売されていた濃縮果汁「トリスコンク」のイメージキャラクターに起用されたことがある。自身が出演したテレビCMは、過去に壽屋がスポンサーに付いていた「ローハイド」（テレビ朝日＝当時：日本教育テレビ）で放映されたほか、主演のクリント・イーストウッドとも対面している。
妻との馴れ初めは、飛行機でたまたま隣に座った事が切っ掛け。息子、娘がいる。
長年にわたり、携帯電話を持つことに抵抗し、TwitterやFacebookを更新する際は、押尾コータローよりプレゼントされたiPadのWi-Fiモデルを主に使用していた。しかし葛藤の末、iPhone 5sを購入。2014年3月に自身のメールマガジンで公表した。

### 音楽作品
1996年に福冨英明とのコラボレーションで『FRIDAY AMUSIC ISLANDS』テーマ曲・「Act Against AIDS」キャンペーンソングの『lovin' you』をシングルCDとして発売。同曲は『OSAKAN HOT 100』で61週連続トップ100ランクインの邦楽（J-POP）最長記録を樹立（当時）。3000枚の限定販売で、1年かけて完売した。

### 受賞歴
- 1994年 中国広東国際音楽博覧会 世界No.1 DJ賞[17]（本人があずかり知らぬうちに受賞）
- 1995年 日本民間放送連盟賞 近畿地区 生ワイド番組部門最優秀賞 2011年優秀賞[17]
- 第32回ギャラクシー賞ラジオ部門優秀賞[17]
- 2009年 第19回関西ディレクター大賞 特別賞 [17]

## 出演番組

### 過去

#### ラジオ
FM802
- FRIDAY AMUSIC ISLANDS（1989年6月2日 - 1999年）ギネスブックにも掲載された番組
- OSAKAN HOT 100　2代目DJ（1991年 - 2001年）
- HIRO T'S MORNING JAM（1999年10月 - 2013年3月28日）
  - HIRO T'S FRIDAY MORNING JAM（1999年9月 - 2012年3月）

FM COCOLO
- HIRO T'S AMUSIC MORNING（2013年4月1日 - 2019年9月30日）

FM OSAKA
- WONDERFUL MUSIC STATION radio papa[1]

ラジオ関西
- Seiden Sound Jockey
- 缶・かん・ポップス・フリーク[1]

ラジオ大阪
- ヒッツ&ポップス[1]

NHK-FM
- ワールドポップス'86→'87「オールリクエスト」[1]
- ジョイフルポップ「オール・リクエスト」（1987年4月 - 1989年3月）
- ミュージックシティー「ミュージック・サラウンドエクスプレス」（1987年4月 - 1990年3月）
- ヒロTのポストカードミュージック（2024年9月16日・2025年1月13日・2025年5月4日）

NHKラジオ第1
- 半世紀音楽祭 (2024年9月16日、15時台ゲスト)

ニッポン放送
- 上沼恵美子のオールナイトニッポンGOLD（2015年2月18日）

毎日放送
- 次は〜新福島!（2017年12月21日）
- 福島のぶひろの、金曜でいいんじゃない?（2019年10月4日の初回放送にゲストで出演）

朝日放送
・ABCラジオ設立記念特別番組ラジオは愛だ！？(2018年5月24日)
・よなよな・・・なにわ筋カルチャーBOYZ（2019年9月26日）
- おめでとう!道上洋三とヒロ寺平です～新春Super Session～（2020年1月1日）※ラジオDJからの引退を機に、『おはようパーソナリティ道上洋三です』（FM802→FM COCOLOのDJ時代に担当していた『OSAKAN HOT 100』以外の番組と放送曜日・時間が重複）のパーソナリティである道上洋三と初めて共演。
- 落語・ザ・ドキュメント〜僕の好きな先生〜（2024年3月3日）※桑原征平と初めて共演。

#### テレビ
- あほやねん!すきやねん!（NHK総合、- 2011年3月）

番組内コーナー『Music Ranking』に出演。FM802のスタジオで収録していた。
- ミュージック・ポートレイト（NHK Eテレ）
  - 「コシノヒロコ×杏」（2012年4月13日・20日）- ナレーター
  - 「松田聖子×藤井隆」（2012年6月8日・15日）- ナレーター
- West20（読売テレビ、1995年 - 1999年10月）
- ファンキートマト（TVK）※TVK制作の番組では、『SONY MUSIC TV』の特別プログラムに出演したり、『SONY MUSIC ACCESS』の選曲を担当したりもしていた。
- 住みたい街ランキング2016[18]（テレビ大阪） - ナレーター
- ちちんぷいぷい木曜日→金曜日（毎日放送）※パネラーとして月1 - 2回のペースで出演。ラジオDJからの引退後も、充電期間をはさんで、2019年11月14日放送分から出演を再開している。2020年4月から、出演曜日を金曜日に変更。2021年3月12日の最終回では、放送期間が21年半にわたった番組の「グランドフィナーレ」にスタジオパネラーとして立ち会った。
- MBS SONG TOWN（毎日放送） - 不定期ゲスト